# Самиев, Ильдар Рафикович
Ильдар Рафикович Самиев (род. 5 июня 1968, Нефтеюганск, Тюменская область) — российский политик, депутат Государственной Думы Федерального Собрания Российской Федерации 6-го созыва. Ряд СМИ называют его "кошельком «Справедливой России».

## Биография
В декабре 2011 года избрался в госдуму 6-го созыва. Член Комитета ГД по земельным отношениям и строительству.

### Уголовное дело
В августе 2018 года отправлен в СИЗО по уголовному делу по мошенничеству. По одному из эпизодов дела Самиев обманул при сделке с недвижимостью футболиста Федора Смолова на сумму 200 млн рублей.